# Грут, Торбен
Торбен Грут (швед. Torben Grut; 1871—1945) — шведский архитектор.
Архитектор стокгольмского Олимпийского стадиона в 1912 году. Помимо стадиона, также проектировал дворец «Соллиден» (летняя резиденция шведских королей) и посольство Швеции в Финляндии. Являлся членом Олимпийского комитета Дании.
Умер в Фредериксберге 24 декабря 1945 года на 74 году жизни. Его сын Вильям завоевал золото и серебро на Олимпиадах в Лондоне и Санкт-Морице соответственно.
Был женат на журналистке Эльзе Клен.